# Mariano Roca de Togores
Pour les articles homonymes, voir Molins.
Mariano Roca de Togores y Carrasco (Albacete, 17 août 1812- Lequeitio, 4 septembre 1889),  1er marquis de Molins et 1er vicomte de Rocamora, est un homme politique, écrivain et diplomate espagnol. Il est à plusieurs reprises ministre de la Marine et occupe à la fin de sa carrière les fonctions d'ambassadeur d'Espagne en France.

## Biographie

### Ambassadeur en France
Pendant l'expulsion des congrégations de France en 1880, il voit dans l'action des républicains opportunistes « une politique qui édicte les mesures les plus sévères contre les religieux, alors qu'une large amnistie est proclamée envers les assassins et les incendiaires de la Commune » et s'inquiète du sort des congréganistes espagnols établis en France. De fait, il accueille les demandes des religieux français exilés avec bienveillance et leur écrit de nombreuses lettres de recommandation pour le gouvernement espagnol.